# Вингејт (Северна Каролина)
Вингејт (енгл. Wingate) град је у америчкој савезној држави Северна Каролина.

## Демографија
По попису из 2010. године број становника је 3.491, што је 1.085 (45,1%) становника више него 2000. године.
| Група             | 2000.         | 2010.         |
| Белци             | 1.649 (68,5%) | 1.948 (55,8%) |
| Афроамериканци    | 627 (26,1%)   | 1.004 (28,8%) |
| Азијати           | 13 (0,5%)     | 30 (0,9%)     |
| Хиспаноамериканци | 101 (4,2%)    | 433 (12,4%)   |
| Укупно            | 2.406         | 3.491         |